# 質問主意書
質問主意書（しつもんしゅいしょ。なお「趣意」は誤記）とは、日本の国会法第74条の規定に基づき、国会議員が内閣に対し質問する際の文書である。

## 概要
国政に関して内閣に対する質問の趣旨を記し、国会議員が議長へ提出する（国会法第74条）。
議長からの送付を受けた内閣は、原則として受け取った日から7日間以内に答弁しなければならない（国会法第75条）。
内閣からの答弁は原則として文書（「答弁書」）をもってなされ、全閣僚全会一致の閣議決定が義務付けられている。閣議決定後は、議長へ提出される。

## 質問と質疑の違い
国会においては、国政全般に関して内閣の見解をただす行為を質問と呼び、会議（本会議・常任委員会・特別委員会等）の場で議題について疑義をただす行為を質疑と呼ぶ。質疑が口頭で行うものであるのに対し、質問は緊急質問（国会法第76条）の場合を除き、文書で行うことが原則である。緊急質問に対して、文書（質問主意書）を用いて行う質問を、特に文書質問と呼ぶ。
委員会等の質疑では所轄外事項について詳細な答弁が期待できないことや、所属会派の議員数によって質疑時間が決まるため、無所属や少数会派所属議員は質疑時間を確保できない。これに対し質問主意書は一定の制約はあるものの国政一般についての質問が認められ、議員数の制約もないことが最大の特徴となっている。

## 質問主意書の処理
議長（衆議院議長・参議院議長）に提出され承認を受けた質問主意書は内閣に送られ、内閣は7日（土曜・休日を含む暦日。つまり猶予日数は実質5日しかない。祝日があると更に短くなる）以内に文書（答弁書）によって答弁する。期間内に答弁できない場合はその理由と答弁できる期限を通知する。ただし、非公式には、議院事務局に提出された直後に院内の内閣総務官室に仮転送されており、内閣総務官室は、質問の項目ごとに答弁の作成を担当する省庁の割振りを仮決めし、各省庁にその適否を照会する。
各省庁は、仮決めされた割振りに異議がある（所管外、他省庁と共同でないと答弁できないなど）場合は、照会から60分以内にその旨申し立て、省庁間及び内閣総務官室との協議を経て、仮転送当日のうちに割振りを決定する。
事実上、議院事務局に対する質問主意書の提出に時間制限がないため、国会開会中は、全省庁において答弁書の作成に関与しうる立場にある職員（ひとつの課で数人～十数人程度）は、自省庁に割り振られ、あるいは自らが担当すべき主意書が提出されないことが確認できるまで待機を要求され、もし担当が決定すれば、国会法第75条の定める7日以内という答弁の期限に間に合わせるため、すぐに答弁案の作成に着手しなければならない。
答弁案の作成に対する省庁の関与には、
- 執筆（答弁案の作成、閣議請議手続など）
- 合議（他省庁の作成した答弁案の内容確認、修正など）
- メモ出し（他省庁の答弁案作成に必要な資料の提供、答弁案の内容確認、修正など）

の各形態がある。答弁作成が複数省庁にまたがる場合は、最も質問主意書の主題と関係が深いか答弁の重要な部分を担当することとなった省庁が、全体の取りまとめを行う。
作成された答弁案は、原則として、仮転送から2ないし3日（営業日ではなく、休日・祝日を含む暦日。以下同じ）で、執筆した各省庁の法令担当課及び内閣法制局において、質問に対する適確さ、現行法令との整合性、用語・用字などにわたる審査と修正を終了する必要がある。その後、内閣総務官室、与党国会対策委員長への内容説明などののち、仮転送から6ないし7日後の閣議決定を経て、正式な答弁書として提出議院の議長に提出される。

## 提出状況
2003年度の質問主意書への回答5220ページのうち、民主党の衆議院議員長妻昭一人で3765ページという70%超を作成させていた。同年において突出した長妻の他に提出の多い例として、J-CASTニュースに「質問主意書のキング」と報道され、2005年の当選以降に1900の質問主意書を提出した新党大地の鈴木宗男が挙げられる。2009年は国会全体で質問主意書の提出数は1259件だったが、半数近い519件を鈴木が提出した。鈴木は2009年に与党となった民主党と統一会派を組んでからも外務省への追及を緩めず、今後も提出を続けると述べた。鈴木は2010年（平成22年）に失職し国会を去ったが、その後は同じ新党大地で後継者となった浅野貴博に質問主意書の提出を継続させた。さらに2013年（平成25年）6月に鈴木の長女の鈴木貴子が繰り上げ当選すると、以降は貴子を通じて質問主意書による攻勢をかけた。鈴木親子が民主党の民共共闘姿勢に反発して自民党寄りの姿勢になると、質問主意書の数は一旦少なくなったが、2019年（令和元年）の参議院選挙で宗男が日本維新の会から当選したことで制約がなくなり、現在は宗男自身が散発的ながらも質問主意書の提出を続けている。
制度ができてからは、主に野党議員や超党派によるものでの提出が多い。

## 官僚への負担・一部議員による乱発・期限無視

### 官僚の負担問題・離職要因
上述の通り、内閣は土日も含めた7日間以内で回答をすることとされているが、その期限内に内閣法制局による審査や大臣の決裁を経て閣議決定までしなければならならず、実務を担当する官僚にとっての猶予は実質7日もない。それゆえ質問主意書の対応・答弁書の作成などは極めて負担が大きく、全く予期がない突発的な提出であっても、答弁作成担当となった省庁は通常業務をストップして至急対応しなければならないこととなる。また「60分以内に回答担当省庁を決める」という時間制限（「1時間ルール」）のため、国会会期中の各省庁職員は「解除命令」が出される深夜まで待機する必要がある。官僚らからは「国会答弁よりもはるかにきつい」「行政の妨げ」などの声が上がる。
官僚の長時間労働、ひいては離職や過労死の原因になっていることが指摘されることからも、欧米のように（後述）閣議決定義務を無くして担当大臣署名のみで良いように簡略化したり、2週間前までの提出期限の法制化と審議日程も事前に決めることで与野党による「日程闘争」が起きないように改正することなどが提言されている。

なお、かつて答弁書の様式には綴じ方（「こより綴じ」）や書類の枠（「青枠」）に対して5ミリ以内に文字を揃えなければならないなどと、異常に細かい決まりがあり官僚の負担を増やす要素となっていたが、業務効率化を目的とした行革担当大臣河野太郎の旗振りによって2020年に廃止された。

### 一部議員による乱発等
一部議員による乱発や低質な内容も問題となっており、官僚の負担に拍車をかけていることが指摘される。
細田博之は内閣官房長官だった当時の2004年8月5日の記者会見で、質問主意書が急増していることから民主党の長妻昭衆議院議員の質問主意書を手に取り、「平成15年の一年間での質問主意書が日本共産党が36件・337ページ、社民党が50件・426ページ、民主党が152件4235ページ、その他の党41件312ページなんですが、民主党の長妻さん（昭議員）には実に77件、3765ページに渡る質問主意書を回答しておけるわけです」「答弁が1件1521ページにもなるものもある。読み合わせで担当職員は何日も徹夜をするような対応をしている。非常に行政上の阻害要因になっている」「『自分は質問主意書日本一だ』と自慢して、選挙公報に出している人までいる。」と発言し、質問主意書制度の運用の見直しに着手することを表明した。前述のとおり、2003年度の全政党への質問主意書回答5220ページのうち、長妻一人で3765ページという70%超を作成させていた。これに対し野党は「国政調査権の制限である」と強く反発し、川端達夫（当時民主党国会対策委員長）は「国民の付託を受けてわれわれが要求することに、（官僚が）徹夜してでもしっかりと対応するのは当然だ」と発言し、与野党の議論が紛糾した。その後の与野党の協議の結果、衆議院の議院運営委員会で「事前に主意書の内容を各党の議院運営委員会の理事がチェックする」ことで合意した。
長妻は通常の国会質疑の場でなくとも政府の見解を質したり情報提供を求めたりすることができ、議席の少ない野党や無所属議員にとって有用な政治活動の手段であるとしており、実際にこの制度を積極的に利用する野党議員がいる。長妻は質問時間が不足しがちな少数政党や無所属の議員は、質問主意書をもって国会審議を補っているとし、質問主意書によって政府見解が明確になったり、政府の問題が明らかとなったりするメリットもあると主張している。また長妻は自身の公式サイトにて、質問主意書が「野党議員にとっては、巨大な行政機構をチェック・是正出来る武器（国会法第74条、第75条）」で、「本質問主意書がきっかけで是正された事項も数多い」としている。2008年3月27日、民主党の平野博文は同年2月に起きたイージス艦衝突事故に関する質問主意書で「国会議員が行政情報の資料を要求したり、国会質問で説明を求めるに際し、法的根拠が必ずしも明らかではない回答拒否が頻繁に行われている」とした上で、福田内閣も「資料の要求があった場合には、政府としてはこれに可能な限り協力をすべきもの」との立場に立つものと理解して良いかと質問。これに対し福田康夫内閣総理大臣（当時）は2008年4月4日、答弁書において「議長の承認に関する事項であり、政府としてお答えする立場にはないが、衆議院においては、「議員の質問は、国政に関して内閣に対し問いただすものであるから、資料を求めるための質問主意書は、これを受理しない」 との先例があるものと承知している」と答弁した。
2010年12月、与党民主党は質問主意書について「公文書として残す意義がある例外的な場合に限る」として制限する方針を決め、今後の提出には党政策調査会の了承が必要とした。 
質問主意書の件数は増加傾向にある。2018年に提出されたのは合計943本で、過去5年で最多であった。
2019年に小泉進次郎の「セクシー」発言の意味を問う質問を出した立憲民主党の熊谷裕人参議院議員は、他にも質問主意書を「乱発」しており、参議院に質問主意書が出された36件のうち18件は熊谷議員によるものであり、参議院議員で一人だけ突出して多い。衆議院でも数名の議員が質問主意書を連発している。上記の「セクシー発言」への答弁書がメディアで大きく取り上げられたように、閣議決定のためにメディアに大きく報道されやすい。閣議決定の内容をただ右から左へ流すだけで質を問わず、その主意書へかかったコスト・質問の意義があるのか全く問わないマスコミの責任も重いが、メディアアピールのための議員行動だと指摘されている。
国会答弁のために官僚が朝4時から作業するケースが出ている。提出期限が短いため、質問主意書は国家公務員のブラック環境の要因となっている。人事院は、2023年国家公務員の勤務環境における長時間労働が常態化、若手の退職者の増加傾向、希望者数が減少、東大率が減少していることに危機感を表明している。人事院が、国家行政機関44の職員（官僚）へ行った調査によると、「質問通告（の提出）が遅い」との回答が突出していた。元官房副長官であった松井孝治教授は、「公務員離れに歯止めをかけるため、国会対応を原因とする長時間労働によって、官僚を疲弊させる現状を改めることが大前提だ」と指摘している。

## 諸外国との比較・制度改正参考例
件数を単純比較した場合、日本の質問主意書の件数自体が諸外国の質問件数より多くない。日本の衆参両議院での合計件数は千件以下であるが、イギリス議会で1年間に5万件以上、フランス議会でも計1万5000件以上の、文書による質問が行われている。しかしながら、これについては制度の違いが大きく、例としてイギリスにおいては新たな作業や調査に一定以上のコストがかかる質問については、政府側は回答を拒否することもできる。また回答期日を指定しない質問が大多数で、指定するものであっても回答期日が7日以内という急なものではない（例えば国会審議での口頭の質問でさえ、実質的には10営業日以前に通告することが求められる）。さらに閣議決定のような大規模な手続きも必要なく、政府に過剰な負担がかからないような制度設計をしたうえで、大量の質問を受け付け処理している。